# Margita Alfvén
Margita Alfvén (født 16. november 1905 i København, død 11. marts 1962 i Stockholm) var en svensk skuespiller. Hun var datter af Hugo Alfvén og Marie Krøyer.
Som 15-årig forlovede hun sig i 1920 med den da 30-årige Evert Taube, men forholdet holdt ikke.
Margita Alfvéns filmkarriere var temmelig kort; hun indspillede i alt elleve film, hvoraf tre tyske. Blandt hendes svenske film er nogle af de tidligste tonefilmsforsøg på svensk (delvis indspillet i Paris).[kilde mangler]

## Filmografi
- 1925 Hennes lilla majestät
- 1925 En afton hos Gustaf III på Stockholms slott
- 1926 Farbror Frans
- 1926 Dollarmillionen
- 1928 Parisiskor
- 1928 Janssons frestelse
- 1930 När rosorna slå ut
- 1931 Trådlöst och kärleksfullt
- 1931 Lika inför lagen
- 1935 Minns du?

### Fodnoter
1. ↑  Landsarkivet i Uppsala, Uppsala domkyrkoförsamlings kyrkoarkiv, volym A II aa:15 (församlingsbok 1904-1922), s 077
2. ↑  Sveriges dödbok 1901-2009, CD-ROM, Sveriges Släktforskarförbund 2010
3. ↑  "Margita Alfvén". IMDb.com. Hentet 19. september 2012. {{cite web}}: |archive-url= kræver at |archive-date= også er angivet (hjælp)